# Joseph Massie
Pour les articles homonymes, voir Massie.
 (novembre 2012).
Joseph Massie (mort en 1784) est un économiste anglais auteur d'une quinzaine de petits livres ou brochures traitant de questions commerciales et financières.

## Biographie
Quoique probablement moins important que des auteurs comme James Steuart ou Josiah Tucker, il fait partie de ces intellectuels britanniques qui ont contribué à la formation de l'économie politique avant Adam Smith.
Comme beaucoup des auteurs de traités d'économie politique au XVIIIe siècle, Joseph Massie n'est impliqué ni dans l'activité commerciale, ni dans la politique. C'est un amateur d'antiquités possédant une collection de traités économiques de près de 1 500 titres publiés entre 1557 et 1763. C'est en utilisant cette collection, ainsi que des statistiques commerciales contemporaines, qu'il écrit quelque quinze brochures traitant de sujets variés comme l'urbanisme, le commerce ou la fiscalité. Il s'intéresse notamment, comme tous les économistes de son époque, au problème de la dette publique pendant la guerre de Sept Ans.

## Publications
- An Essay on the Governing Causes of the Natural Rate of Interest; wherein the Sentiments of Sir William Petty and Mr. Locke, on that Head, are considered, Londres, 1750
- The proposal, commonly called Sir Matthew Decker's scheme, for one general tax upon houses, laid open; and shewed to be a deep concerted project to traduce the wisdom of the legislature; disquiet the minds of the people; and ruin the trade and manufacturies of Great Britain, Londres, 1757
- A Representation Concerning the Knowledge of Commerce as a National Concern; Pointing out the Proper Means of Promoting such Knowledge in this Kingdom, Londres, 1760
- A Free and Equal Parliament for England, Londres, 1780